# Партия «ОДИН»
Партия «ОДИН» (англ. ONE Party) — политическая партия христианских фундаменталистов, действующая в Новой Зеландии, возглавляемая Эдвардом Шанли и Стефанией Харавирой, активистской, борющейся с синтетическими наркотиками. Партия заявляет, что Новая Зеландия является «христианской нацией» и должна управляться как таковая. Партия «ОДИН» выступает против абортов и эвтаназии. Харавира зарегистрировала компанию One Party Limited в качестве новозеландской компании с ограниченной ответственностью в сентябре 2019 года.

## Идеология и структура партии
Партия «ОДИН» считает, что Бог должен стоять выше политиков и обещает, что в случае вхождения её депутатов в парламент они будут подотчётны Апостольскому Совету религиозных лидеров различных вероисповеданий и культурных традиций. Партия в целом склоняется к пятидесятническому и евангельскому крылу христианства, но Хававира характеризует партию следующим образом: «Мы собрались не как баптисты, англикане или методисты. Мы собрались вместе просто как люди, которые любят Господа.» Для членов партии важны разного рода пророчества и знамения; кандидаты говорили о том, что им был дан знак или послание о том, что им суждено стать политиками, и Харавира утверждает, что Бог обращался к ней напрямую

## Выборы 2020 года
Партия «ОДИН» была зарегистрирована 9 июля 2020-го года.
Учреждение партии состоялось 27 июня 2020-го года у Марсденского Креста в Заливе Рангиуа (место проведения первой христианской службы в Новой Зеландии в 1814 году). Партия заявила, что выдвинет на выборы 20 кандидатов в парламент.
Партия достигла договоренности с Vision NZ, ещё одной христианской партией. Партия «ОДИН» не выставила своего кандидата в округе Вайарики, где баллотировалась лидер Vision Ханна Тамаки. В свою очередь, Vision NZ пообещала не выставлять свою кандидатуру в округе Те Тай Токерау.
К Партии «ОДИН» обратились с просьбой присоединиться к альянсу партий, в который входила Новозеландская общественная партия, возглавляемая Билли Те Кахика, который также является христианином. Однако Харавира отказалась от альянса, сославшись на несовпадение взглядов. Партия «ОДИН» призвала сторонников в избирательных округах, где она не выдвигала кандидатов, воздержаться от голосования на выборах.
На выборах, прошедших 17 октября 2020, партия «ОДИН» не выиграла ни одного места в парламенте и получила 8121 голос (0,3 %), которых не было достаточно чтобы попасть в парламент по новозеландской смешанной избирательной системе.

## Результаты выборов
| Выборы | Выдвинуто кандидатов | Выдвинуто кандидатов | Выиграно мест | Голосов | Доля голосов % | Место | Депутатов в парламенте |
| Выборы | По округам           | По списку            | Выиграно мест | Голосов | Доля голосов % | Место | Депутатов в парламенте |
| ------ | -------------------- | -------------------- | ------------- | ------- | -------------- | ----- | ---------------------- |
| 2020   | 28                   | 39                   | 0             | 8,121   | 0.3            | 11    | 0 из 120               |